# البحرين في دورة الألعاب الآسيوية 2018
شاركت البحرين في دورة الألعاب الآسيوية 2018 المُقامة في كل من جاكرتا وفلمبان في إندونيسيا في الفترة من 18 أغسطس إلى 2 أيلول/سبتمبر 2018. أول منافسة للبحرين في دورة الألعاب الآسيوية كانت في دورة 1982. بشكل عام جمعت البحرين 58 ميدالية؛ 25 منها ذهبية و17 فضية ثم 16 برونزية وذلك حتى آخر مباراة في دورة الألعاب الآسيوية 2014.
يقودُ بعثة الفريق البحريني السيّد بدر ناصر وهو الشخص نفسه الذي حملَ علم البلد في حفل الافتتاح